# Volo di notte
Volo di notte (deutscher Titel: Der Nachtflug) ist eine Oper in einem Akt von Luigi Dallapiccola, von dem auch das Libretto stammt. Dieses basiert auf Antoine de Saint-Exupérys zweitem Roman Vol de nuit. Das Werk erlebte seine Uraufführung am 18. Mai 1940 im Teatro della Pergola in Florenz.

## Handlung
Die Oper spielt um das Jahr 1930 auf einem Flughafen in Südamerika.
Rivière ist Leiter einer Fluggesellschaft für Post- und Kurierflüge, die auf dem Flughafen stationiert ist. Er will den technischen Fortschritt und den wirtschaftlichen Erfolg seines Unternehmens um jeden Preis und hat deshalb Nachtflüge eingeführt, um anderen Verkehrsbetrieben wie Bahn und Schiff deutlich überlegen zu sein. Er schreckt auch nicht davor zurück, seine Piloten bei gefährlichen Wetterverhältnissen auf die Reise zu schicken.
Soeben ist die Maschine des Piloten Pellerin gelandet. Dieser hatte großes Glück; denn nicht viel hat gefehlt, und ein Unwetter in den Anden hätte sein Flugzeug abstürzen lassen. Am Tag darauf steht ein Trans-Ozean-Flug nach Europa auf dem Plan. Obwohl die derzeit herrschenden Wetterverhältnisse eigentlich erfordern, diesen Flug auf einen späteren Zeitpunkt zu verschieben, besteht Rivière darauf, dass Pellerin morgen früh startet.
Der Funker meldet, er habe eine Nachricht vom Piloten Fabien erhalten, der vor kurzem gestartet ist. Mächtige Sturmböen machten ihm zu schaffen. Er bitte, umkehren zu dürfen. Rivière ist sich der Gefahr, in der sich der Pilot befindet, durchaus bewusst, lehnt aber trotzdem ab.
Fabiens Frau hat es zu Hause nicht mehr ausgehalten. Auch sie wähnt ihren Mann in großer Gefahr und verlangt von seinem Chef, ihm die unverzügliche Rückkehr zu befehlen. Der Direktor aber spielt die Gefahr herunter und preist den technischen Fortschritt, der nicht mehr aufzuhalten sei. Langsam beginnt es bei dem Personal der Gesellschaft zu rumoren. Auch Inspektor Robineau, sonst ein treuer Vasall Rivières, ergreift nun Partei für die unzufriedenen Männer. Sein Verhalten aber lässt Rivière nur noch starrsinniger reagieren. Er ist jetzt noch weniger bereit, dem Verlangen des Personals und der Frau des Fliegers nachzugeben.
Als Fabiens Maschine an der Küste entlangfliegt, wird sie vom Sturm an einen Felsen gedrückt und stürzt ab. Der Flugzeugführer sendet kein Lebenszeichen mehr. Alle sind geschockt, als ihnen diese Nachricht übermittelt wird. Die Männer wollen sich jetzt gegen den Direktor auflehnen. Dieser aber schafft es erneut, seine Leute zu beruhigen. Unglücksfälle wie der soeben geschehene seien nun mal der Preis, der letztendlich den Sieg erringen werde.

## Musik
Dallapiccola benutzt für seine Komposition zwar die Zwölftontechnik, setzt diese aber nicht dogmatisch in seiner Partitur ein. Sie wird immer mal wieder durch gleitende Melodiebögen durchbrochen, sodass auch Hörer, die der modernen Musik nicht besonders aufgeschlossen sind, nicht allzu sehr verschreckt werden.